# Neil Dawson
Neil Dawson es un destacado escultor neozelandés, nacido el año 1948 en Christchurch.

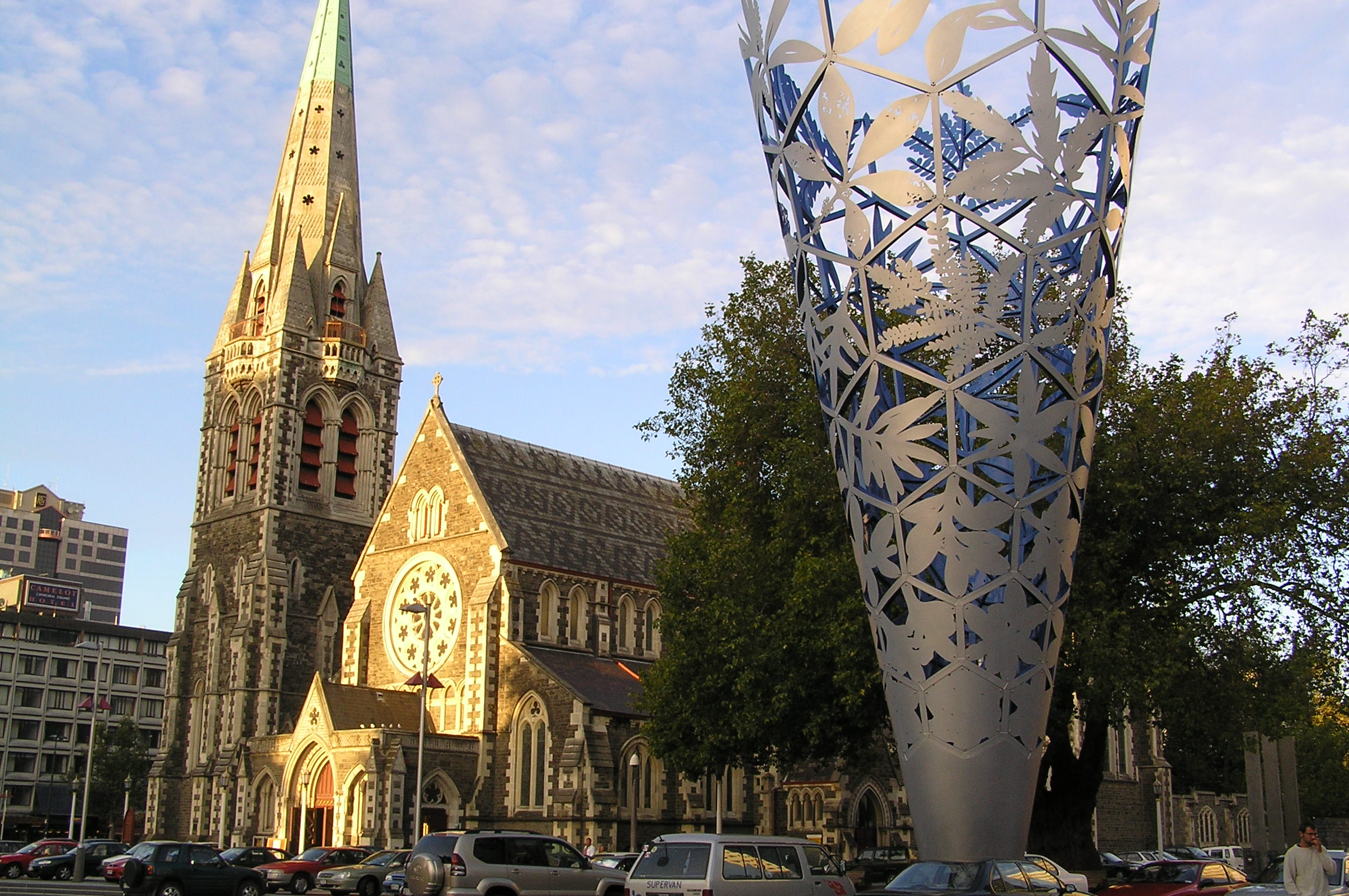
The Chalice- El Cáliz, plaza de la Catedral Christchurch

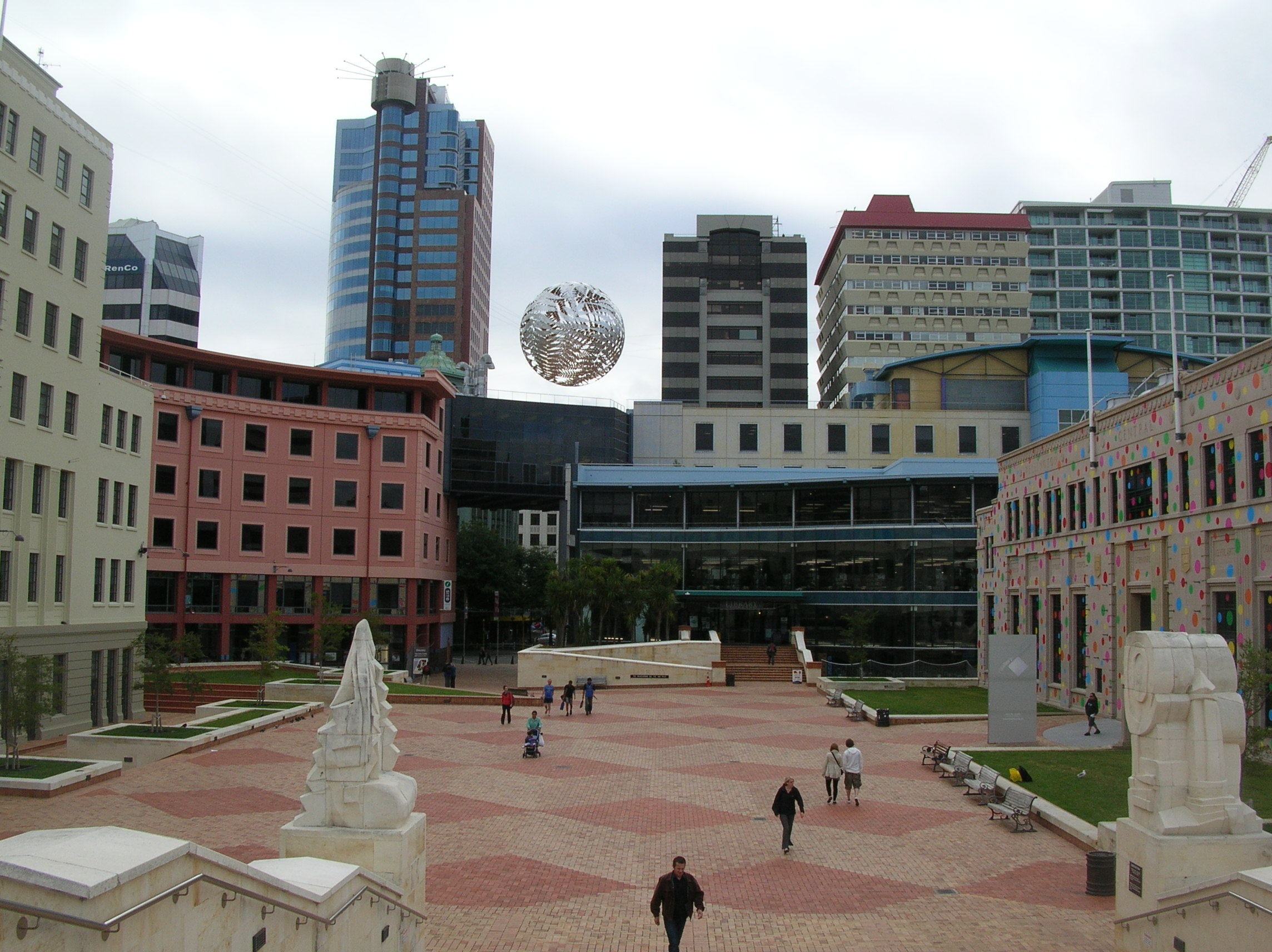
La pieza Ferns-Helechos de Neil Dawson cuelga por encima de la Plaza Cívica de Wellington.

## Datos biográficos
Sus trabajos más conocidos son grandes piezas públicas elaboradas a partir de aluminio y acero inoxidable, a menudo con un entramado de formas naturales que conforman un conjunto geométrico. Entre las obras más conocidas de Dawson se incluyen El Cáliz, un gran cono invertido en la Plaza de la Catedral de Christchurch , y Helechos, una esfera de metal creada a partir de hojas de helecho que cuelga por encima de la Plaza Cívica en Wellington. Importantes comisiones en el extranjero incluyen Globo (Globe) , para el Centro Pompidou en París, y Canopy, Queensland Art Gallery de Brisbane .
Las obras más pequeñas de Dawson utilizan a menudo la ilusión ópticos y patrones como el de moiré para lograr sus efectos. Muchas de estas obras son piezas murales, aunque también emplea en piezas independientes , objetos tomados del uso diario con dibujos como cartas de baraja y esquemas empleados en piezas de vajilla.
Dawson nació en Christchurch, estudió con Tom Taylor y Eric Doudney desde 1966 hasta 1969 y obtuvo un diploma de Bellas Artes (con honores) en la Universidad de Canterbury en 1970. A éste siguió un Diploma de Posgrado en Escultura de la Victorian College of the Arts, de Melbourne, Australia en 1973. Dawson trabajó como profesor de dibujo y diseño en el Politécnico de Christchurch de 1975 a 1983. En 1978 tuvo su primera exposición en la Galería de Arte Gifford Brook en Christchurch y su primera instalación Seascape se llevó a cabo frente a la Galería de Arte Robert McDougall. Ha trabajado como escultor a tiempo completo desde finales de la década de 1980. Dawson fue galardonado con el Premio Bellas Artes por la Fundación de las Artes de Nueva Zelanda en 2003. 

## Obras (selección)
Entre las obras más conocidas de Neil Dawson se incluyen las siguientes:
lección)
- The Rock (es.: La Roca) (1984), Banco de Nueva Zelanda en Wellington
- Moon Illusion (dt.: Ilusión de la Luna) (1985) en Christchurch
- Sphere/Globe (es.: Globo) (1989), Centro Georges Pompidou en París para la muestra Magiciens de la Terre
- Echo (es.: Eco)(1990), Arts Centre en Christchurch
- Lit LeWitt (1994), Universidad de Canterbury en Christchurch
- Ferns (dt.: Helechos) (1998), Plaza Cívica en Wellington
- Feathers and Skies (es.: Las plumas y el cielo) (2000), ANZ Stadium en Sídney (escultura en la entrada del estadio)
- Chalice (es.: Cáliz) (2001), una escultura de 18 metros de altura en Plaza de la Catedral de Christchurch, con motivo del 150 aniversario de Christchurch y Canterbury
- Diamonds (es.: Diamantes) (2002), parque de esculturas de la Galería Nacional de Arte en Canberra.
- H 2 O (2005), Universidad de Lincoln.
- Raindrops and Wellsphere (Gotas de lluvia y clarividencia) (2005) en Mánchester.
- Canopy , (es.: Baldaquino) , en la Queensland Art Gallery de Brisbane.
- Vanishing Stars (es.: Estrellas fugaces) en Kuala Lumpur.
- Other People's Houses (es: las casas de otras personas) en el Parque de Esculturas Connells Bay en Auckland
- Birds of a Feather (es.: Tipos del mismo plumaje) en la Estación de Tsing Yi de Hong Kong

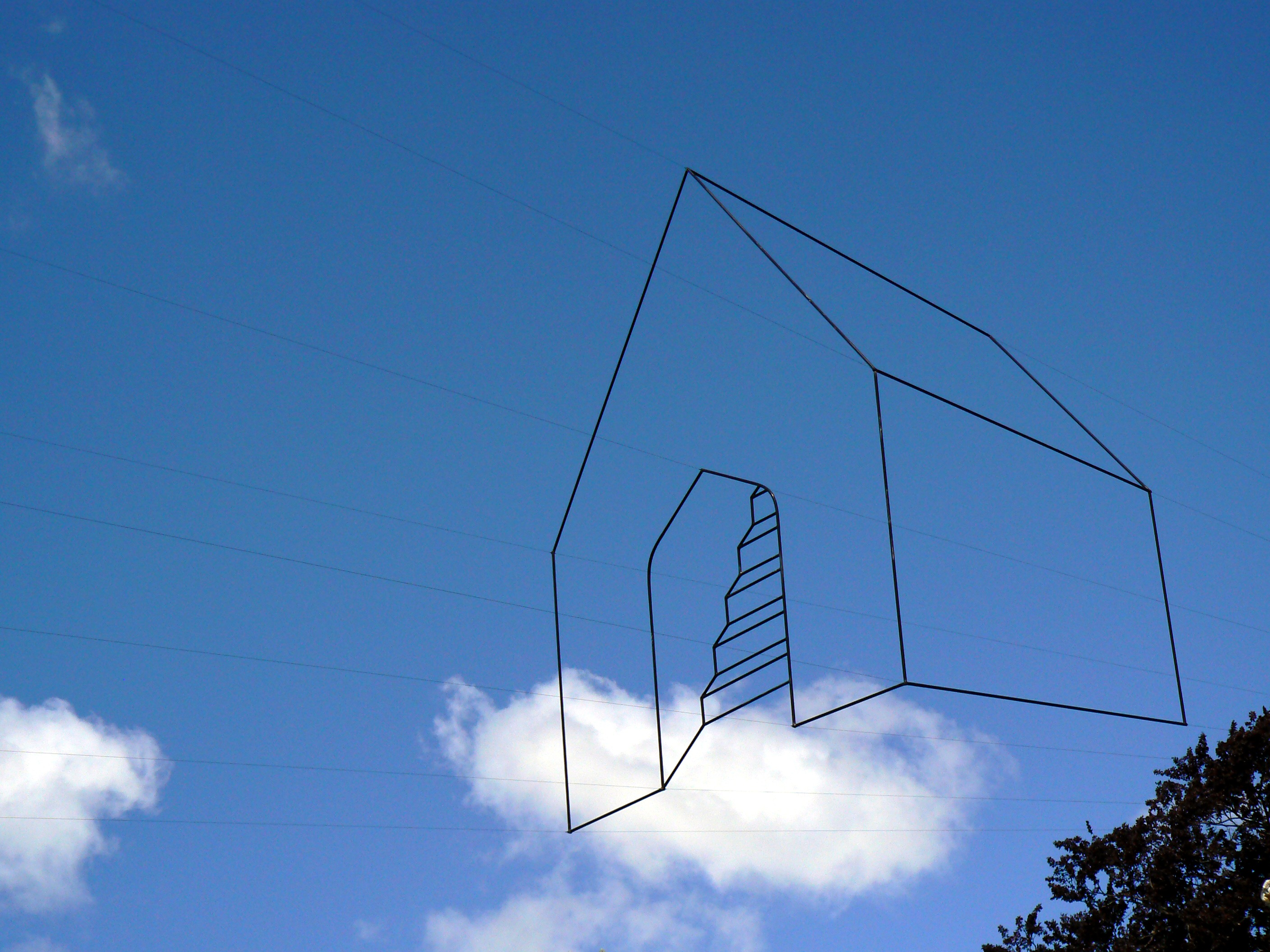
Echo en Christchurch
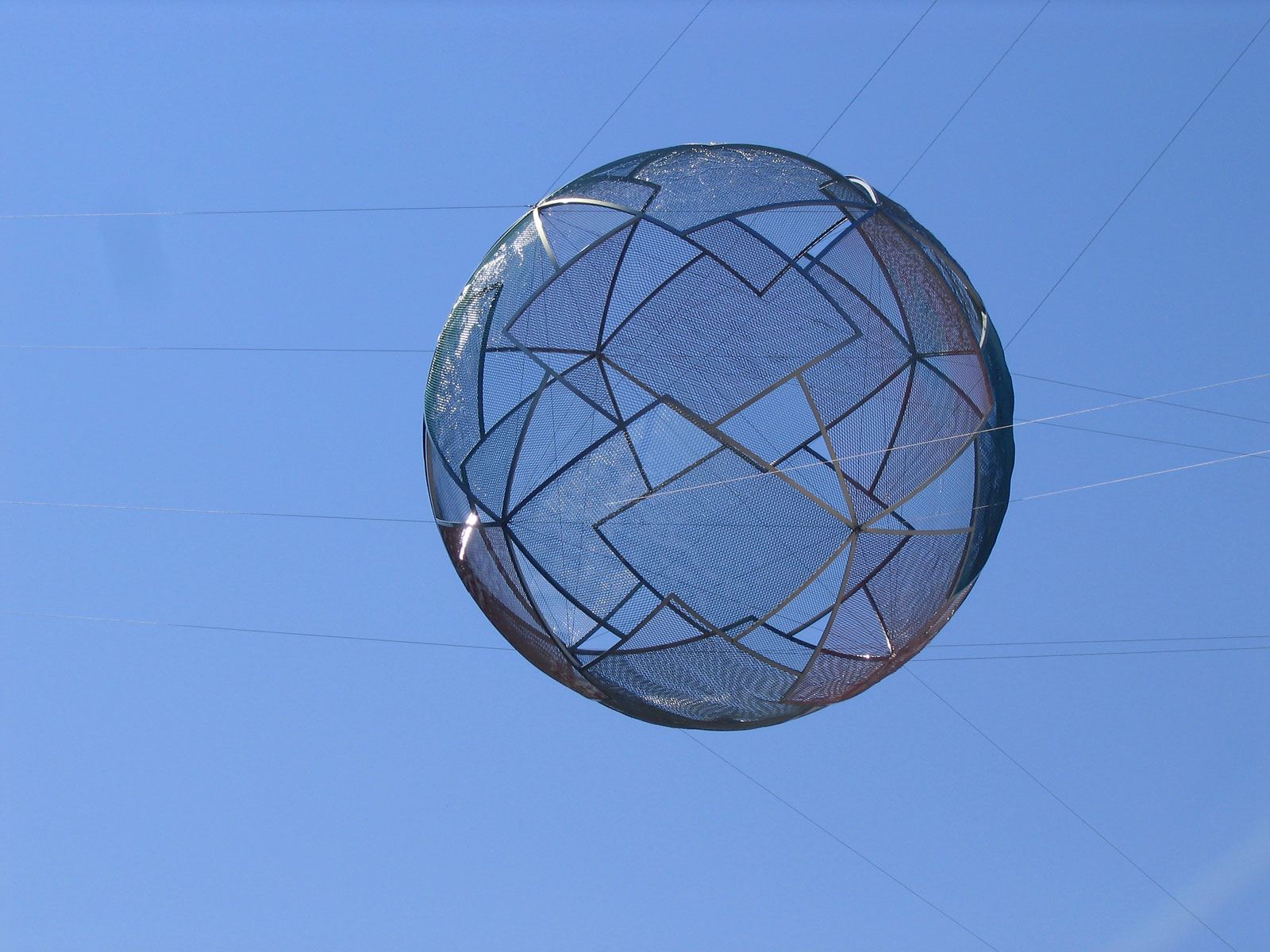
Diamantes en Canberra
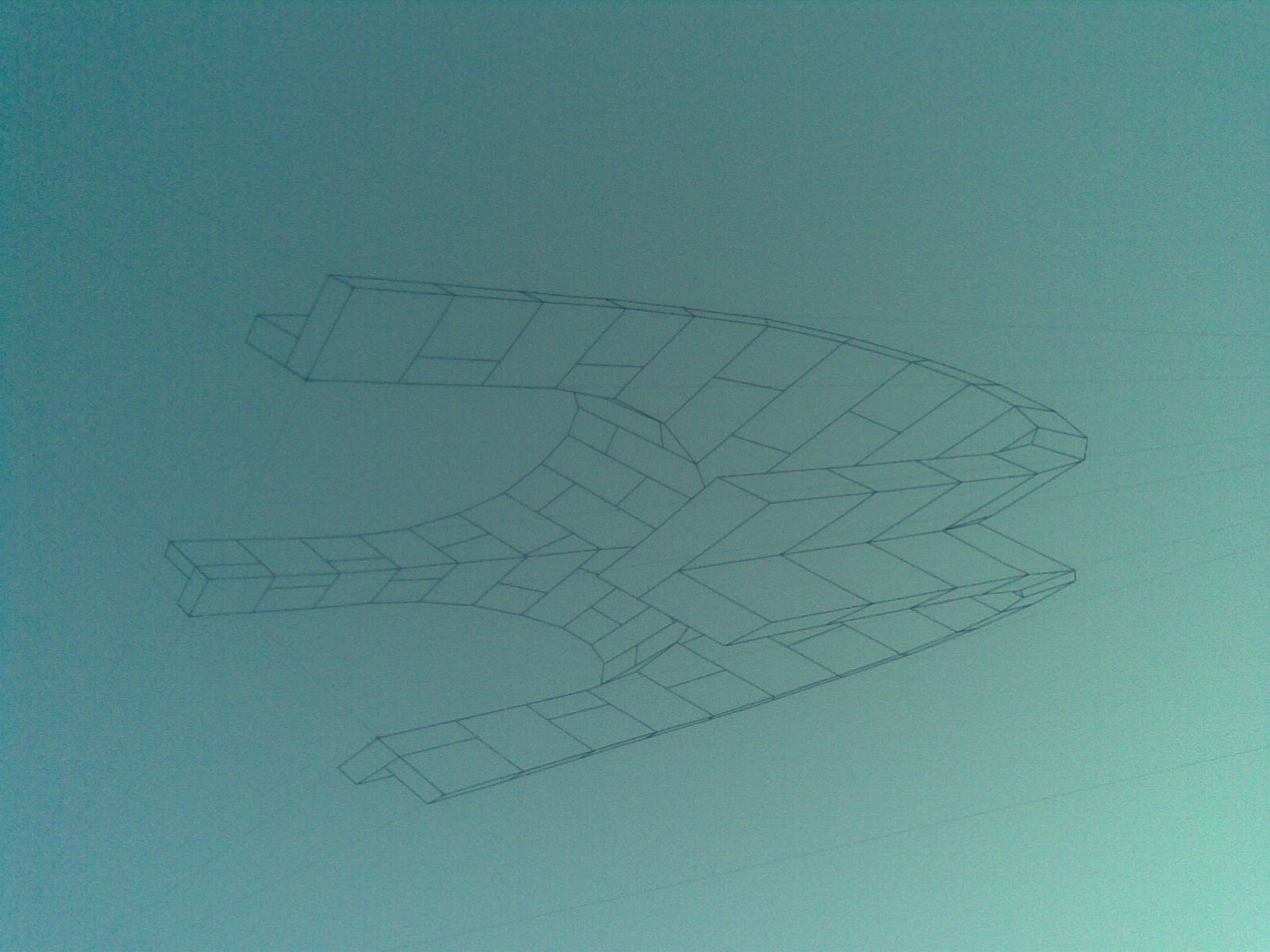
Baldaquino en Brisbane
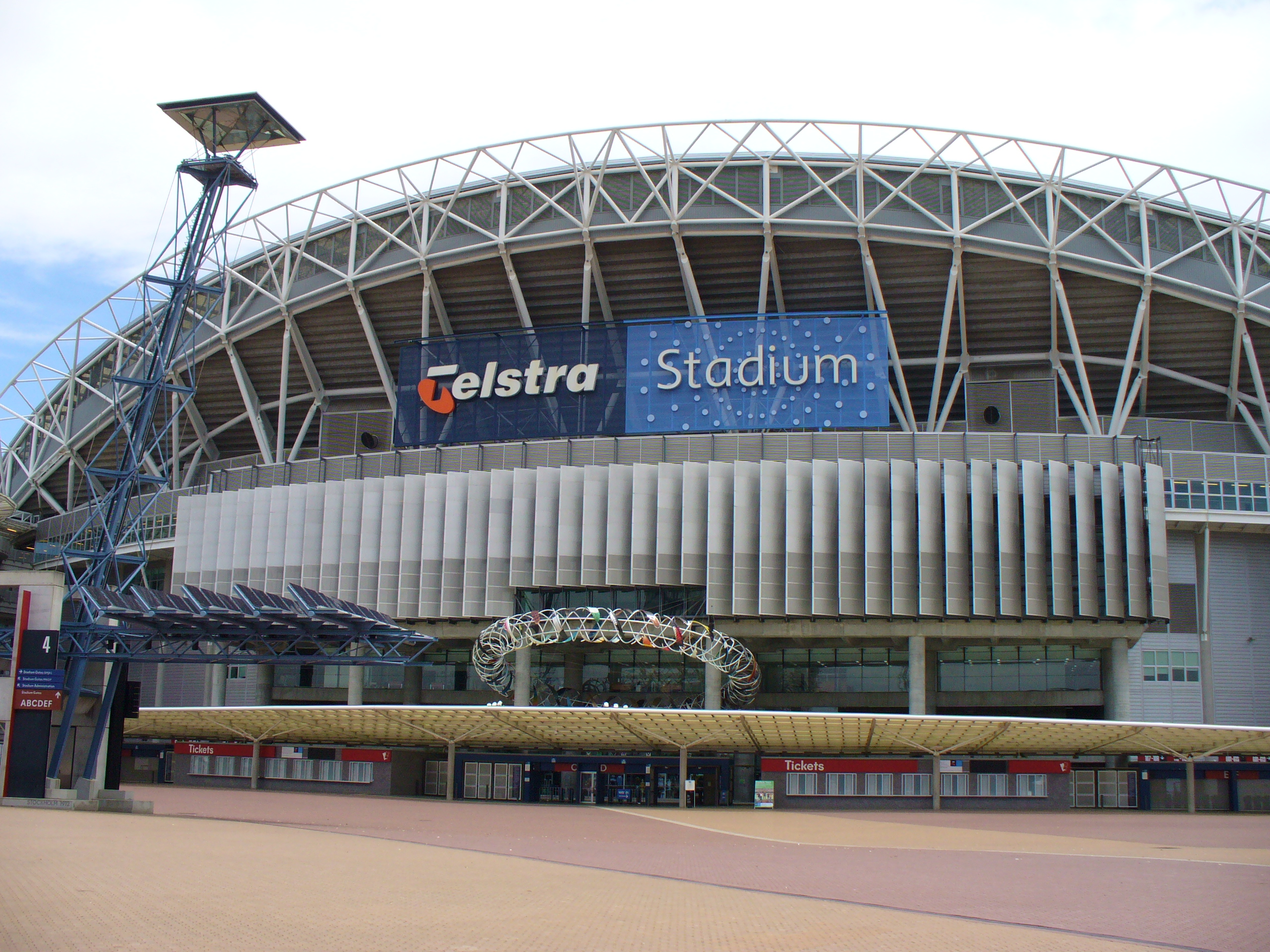
Las plumas y el cielo en el ANZ Stadium en Sídney